# Rafał Medres

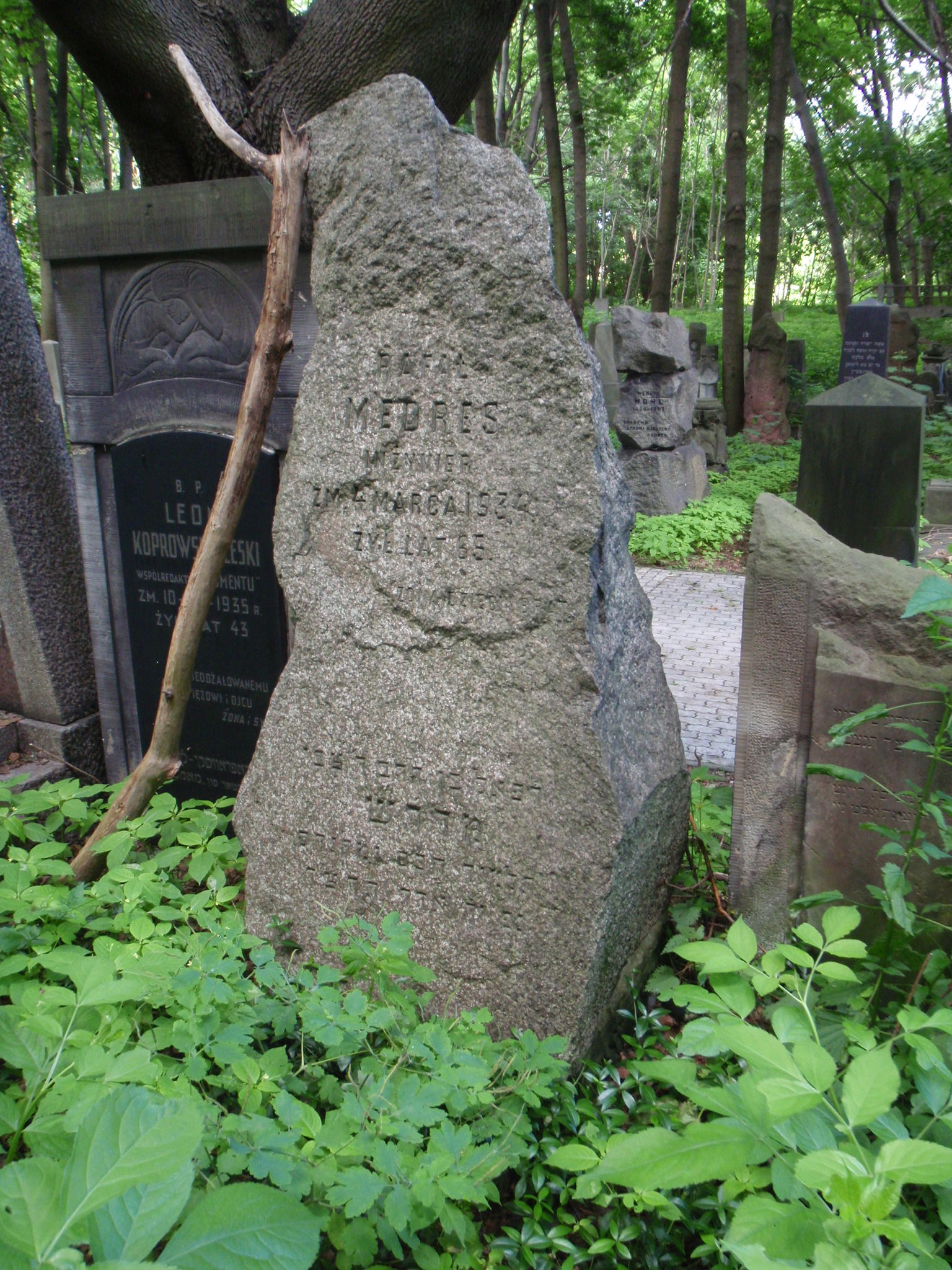
Grób Rafała Medresa na cmentarzu żydowskim w Warszawie

Rafał Medres, ps. „Brauman”, „Klecki” (ur. 1869, zm. 4 marca 1934 w Warszawie) – polski inżynier elektryk żydowskiego pochodzenia.
Był synem rabina Cwi Medresa z Lachowicz. Odebrał religijne wykształcenie żydowskie w Warszawie, po czym zdał maturę w Krakowie. Studiował w Darmstadt i Karlsruhe. Działał tam w Związku Zagranicznym Socjalistów Polskich. Później pracował w Allgemeine Elektrizitäts-Gesellschaft – AEG. Należał do Stowarzyszenia Elektryków Polskich.
Ufundował oraz otaczał opieką pracownię i laboratorium fizyczne w założonym przez Samuela Poznańskiego i Majera Bałabana seminarium rabinicznym Tachkemoni.
Miał troje dzieci, dwie córki: Halinę i Elżbietę oraz syna Izaaka vel Wiktora Grosza.
Jest pochowany na cmentarzu żydowskim przy ulicy Okopowej w Warszawie (kwatera 31, rząd 2).